# All the Beauty and the Bloodshed
All the Beauty and the Bloodshed es una película documental de 2022 que explora la carrera de Nan Goldin y la caída de la familia Sackler. La película fue dirigida por Laura Poitras. Poitras dijo: "El arte y la visión de Nan han inspirado mi trabajo durante años y han influido en generaciones de cineastas".
La película se estrenó el 3 de septiembre de 2022 en el 79.º Festival Internacional de Cine de Venecia, donde fue galardonada con el León de Oro convirtiéndose en el segundo documental (después de Sacro GRA en 2013) en ganar el primer premio en Venecia. También se proyectó en el Festival de Cine de Nueva York de 2022, donde fue la película central del festival y para la cual Goldin diseñó dos carteles oficiales. La distribuidora de la película, Neon, dijo que el estreno en cines coincidiría con una retrospectiva del trabajo de Goldin en el Moderna Museet, que se inauguraría el 29 de octubre de 2022.

## Reparto
- Nan Goldin
- Patrick Radden Keefe
- Megan Kapler

## Producción
Goldin y otros dos activistas habían estado filmando sus actividades con PAIN durante dos años, con la intención de hacer un documental sobre el grupo activista. Luego, Goldin se acercó a la productora para convertir el metraje en una película, y se le sugirió a Goldin que Laura Poitras dirigiera la película, basándose en el trabajo de Poitras en Astro Noise para el Museo Whitney. Goldin inicialmente se mostró escéptica debido a las películas políticas anteriores de Poitras y dijo: "Pensé que no iba a ser interesante para ella porque no tengo secretos de estado".
Goldin ha declarado que la mayoría de las imágenes y fotografías de la película provienen directamente de ella. Poitras amplió la visión de Goldin para el proyecto y decidió hacer una película más completa sobre la vida y la carrera de Goldin. Estos elementos biográficos incluyen el suicidio de la hermana de Goldin, el consumo de drogas de Goldin y sus actividades de trabajo sexual, que nunca antes había publicado, así como su carrera artística y sus logros. Goldin inicialmente se sintió incómoda al permitir que Poitras controlara la película y la descripción de su vida, pero estuvo feliz con la película terminada. Goldin dijo que Poitras estaba "contando mi historia con mi voz, pero no es exactamente mi versión como la contaría. Pero ha sido increíble al dejarme tener mucha información sobre lo que se usa y lo que no se usa".

## Estreno
La película se estrenó el 3 de septiembre de 2022 en el 79.º Festival Internacional de Cine de Venecia, donde fue galardonada con el León de Oro. Se proyectó en el Festival Internacional de Cine de Toronto de 2022 el 9 de septiembre. Poco después, Poitras criticó tanto al festival de Venecia como al de Toronto por proyectar una película producida por Hillary Clinton, In Her Hands. Poitras dijo que estaba "alarmada" por la presencia de Clinton en los festivales y agregó que "Hillary Clinton participó activamente en las guerras y ocupaciones en Irak y Afganistán. Ella apoyó la escalada de tropas.” También se proyectó en el Festival de Cine de Nueva York de 2022, donde fue la película central del festival.
En agosto de 2022, antes de su estreno en Venecia, Neon adquirió los derechos de distribución de la película en Estados Unidos, mientras que Altitude Film Distribution se hizo con los derechos del Reino Unido e Irlanda. En septiembre de 2022, HBO Documentary Films adquirió los derechos de streaming y televisión de la película. La película fue estrenada en cines por Neon el 23 de noviembre de 2022.

## Premios y nominaciones
| Premio                                                | Fecha                    | Categoría                                       | Nominados                                                           | Resultado | Ref.   |
| ----------------------------------------------------- | ------------------------ | ----------------------------------------------- | ------------------------------------------------------------------- | --------- | ------ |
| Festival Internacional de Cine de Venecia             | 10 de septiembre de 2022 | León de Oro                                     | Laura Poitras                                                       | Ganadora  | [ 14 ] |
| Festival Internacional de Cine de Venecia             | 10 de septiembre de 2022 | Queer Lion                                      | Laura Poitras                                                       | Nominada  | [ 15 ] |
| Festival Internacional de Cine de Venecia             | 10 de septiembre de 2022 | Premio Smithers Foundation "Ambassador of Hope" | Laura Poitras                                                       | Ganadora  | [ 16 ] |
| Athens International Film Festival                    | 8 de octubre de 2022     | Premio Golden Athena al mejor documental        | All the Beauty and the Bloodshed                                    | Ganadora  | [ 17 ] |
| Festival de Cine de Londres                           | 16 de octubre de 2022    | Premio Grierson                                 | All the Beauty and the Bloodshed                                    | Nominada  | [ 18 ] |
| Montclair Film Festival                               | 30 de octubre de 2022    | Premio Bruce Sinosky al mejor documental        | All the Beauty and the Bloodshed                                    | Ganadora  | [ 19 ] |
| Critics' Choice Documentary Awards                    | 13 de noviembre de 2022  | Mejor documental político                       | All the Beauty and the Bloodshed                                    | Nominada  | [ 20 ] |
| Critics' Choice Documentary Awards                    | 13 de noviembre de 2022  | Mejor director                                  | Laura Poitras                                                       | Nominada  | [ 20 ] |
| Premios Gotham                                        | 28 de noviembre de 2022  | Mejor documental                                | All the Beauty and the Bloodshed                                    | Nominada  | [ 21 ] |
| Premios del Círculo de Críticos de Cine de Nueva York | 2 de diciembre de 2022   | Mejor película de no ficción                    | All the Beauty and the Bloodshed                                    | Ganadora  | [ 22 ] |
| British Independent Film Awards                       | 4 de diciembre de 2022   | Mejor película extranjera                       | Laura Poitras, Howard Gertler, John Lyons, Nan Goldin, Yoni Golijov | Nominados | [ 23 ] |
| National Board of Review                              | 8 de diciembre de 2022   | Top 5 Documentales                              | All the Beauty and the Bloodshed                                    | Ganadora  | [ 24 ] |
| National Board of Review                              | 8 de diciembre de 2022   | Premio Freedom of Expression                    | All the Beauty and the Bloodshed                                    | Ganadora  | [ 24 ] |
| Críticos de Cine de Nueva York en Línea               | 11 de diciembre de 2022  | Mejor documental                                | All the Beauty and the Bloodshed                                    | Ganadora  | [ 25 ] |
| Asociación de Críticos de Cine de Los Ángeles         | 11 de diciembre de 2022  | Mejor documental/película de no ficción         | All the Beauty and the Bloodshed                                    | Ganadora  | [ 26 ] |
| Boston Society of Film Critics                        | 11 de diciembre de 2022  | Mejor documental                                | All the Beauty and the Bloodshed                                    | Ganadora  | [ 27 ] |
| Washington D. C. Area Film Critics Association        | 12 de diciembre de 2022  | Mejor documental                                | All the Beauty and the Bloodshed                                    | Nominada  | [ 28 ] |
| Asociación de Críticos de Cine de Chicago             | 14 de diciembre de 2022  | Mejor documental                                | All the Beauty and the Bloodshed                                    | Nominada  | [ 29 ] |
| Asociación de Críticos de Cine de San Luis            | 18 de diciembre de 2022  | Mejor documental                                | All the Beauty and the Bloodshed                                    | Ganadora  | [ 30 ] |
| Florida Film Critics Circle                           | 22 de diciembre de 2022  | Mejor documental                                | All the Beauty and the Bloodshed                                    | Ganadora  | [ 31 ] |
| Cinema Eye Honors                                     | 13 de enero de 2023      | Mejor película de no ficción                    | Laura Poitras, Howard Gertler, John Lyons, Nan Goldin, Yoni Golijov | Pendiente | [ 32 ] |
| Cinema Eye Honors                                     | 13 de enero de 2023      | Mejor director                                  | Laura Poitras                                                       | Pendiente | [ 32 ] |
| Cinema Eye Honors                                     | 13 de enero de 2023      | Mejor montaje                                   | Amy Foote, Joe Bini y Brian A. Kates                                | Pendiente | [ 32 ] |
| Cinema Eye Honors                                     | 13 de enero de 2023      | Mejor banda sonora original                     | Soundwalk Collective                                                | Pendiente | [ 32 ] |
| Cinema Eye Honors                                     | 13 de enero de 2023      | Los Inolvidables                                | Nan Goldin                                                          | Ganadora  | [ 32 ] |
| London Film Critics' Circle                           | 5 de febrero de 2023     | Mejor película del año                          | All the Beauty and the Bloodshed                                    | Pendiente | [ 33 ] |
| London Film Critics' Circle                           | 5 de febrero de 2023     | Mejor documental del año                        | All the Beauty and the Bloodshed                                    | Pendiente | [ 33 ] |
| Premios Satellite                                     | 11 de febrero de 2023    | Mejor documental                                | All the Beauty and the Bloodshed                                    | Pendiente | [ 34 ] |
| Asociación de Críticos de Hollywood                   | 24 de febrero de 2023    | Mejor documental                                | All the Beauty and the Bloodshed                                    | Pendiente | [ 35 ] |
| Premios Independent Spirit                            | 4 de marzo de 2023       | Mejor documental                                | Laura Poitras, Howard Gertler, Nan Goldin, Yoni Golijov, John Lyons | Pendiente | [ 36 ] |
| Alianza de Mujeres Periodistas de Cine                | TBD                      | Mejor documental                                | All the Beauty and the Bloodshed                                    | Pendiente | [ 37 ] |